# Neomorphus geoffroyi
El cuco-terrestre de vientre rufo, váquiro verde o cuco hormiguero ventrirrufo (Neomorphus geoffroyi), es una especie terrestre de la familia Cuculidae. Se encuentra en bosques húmedos primarios desde el sur de Nicaragua, a través de Costa Rica y Panamá y en el noroeste de Colombia. Otra población se encuentra en el oeste y el sur de la cuenca amazónica del sureste de Colombia, Ecuador oriental, Perú oriental, el norte de Bolivia y Brasil, mientras que la población final se produce en el Bosque Atlántico del este de Brasil.

## Hábitat
Vive en bosque húmedo primario por debajo de los 900 m de altitud, caminando o saltando en el suelo.

## Descripción
Mide 48 a 51 cm de longitud y pesa en promedio 350 g. El plumaje es de color marrón oscuro en las partes superiores, con matices verde en las alas y púrpuras en la cola y la cresta y la lista postocular de negruzca. La cara es de color canela. Las partes inferiores son de color marrón grisáceo que gradualmente llega a ser de color canela en el vientre y rufo opaco en el costado, flancos y coberteras infracaudales; presenta además, una banda pectoral irregular de color negro. El iris es castaño. El pico es verde amarillento opaco y gris en la base. La piel orbital es de color gris pizarra.

## Alimentación
Se alimenta de insectos grandes, arácnidos, miriápodos, ranas y lagartijas. Sigue a las hormigas guerreras para cazar presas que huyen de ellas.

## Reproducción
La pareja construye un nido con ramas, forrado con hojas, a aproximadamente 2,5 m de altura del suelo. La hembra pone uno o dos huevos blancuzcos a amarillentos.